# این منم… پس
این منم... پس (به انگلیسی: This Is Me... Then) آلبومی از هنرمند اهل ایالات متحده آمریکا جنیفر لوپز است که در ۲۵ نوامبر ۲۰۰۲ منتشر شد.
این آلبوم در چارت‌های آمریکا جزو ده آلبوم اول قرار گرفت.